# Leichter (Schiffstyp)
Ein Leichter, auch Lichter, Leichterschiff, Lichterschiff, Bording, Prähm, Barge oder im Hamburgischen Schute, ist ursprünglich ein Wasserfahrzeug, das dazu dient, größere Schiffe, die aufgrund ihres Tiefganges Landungsstellen nicht direkt anlaufen können, zu „lichtern“, also ihre Ladung ganz oder teilweise zu übernehmen. Ebenso kann es zum Warentransport zu diesen Schiffen dienen, wenn sie auf Reede liegen. Zumeist handelt es sich um flachbodige, einfache Fahrzeuge geringen Tiefgangs mit oder ohne eigenen Antrieb. Als Sonderform können Leichter größeren Schiffen als Auftriebskörper dienen, um es diesen zu ermöglichen, Untiefen zu überwinden. Hier sind insbesondere die Amsterdamer Kamele zu nennen.

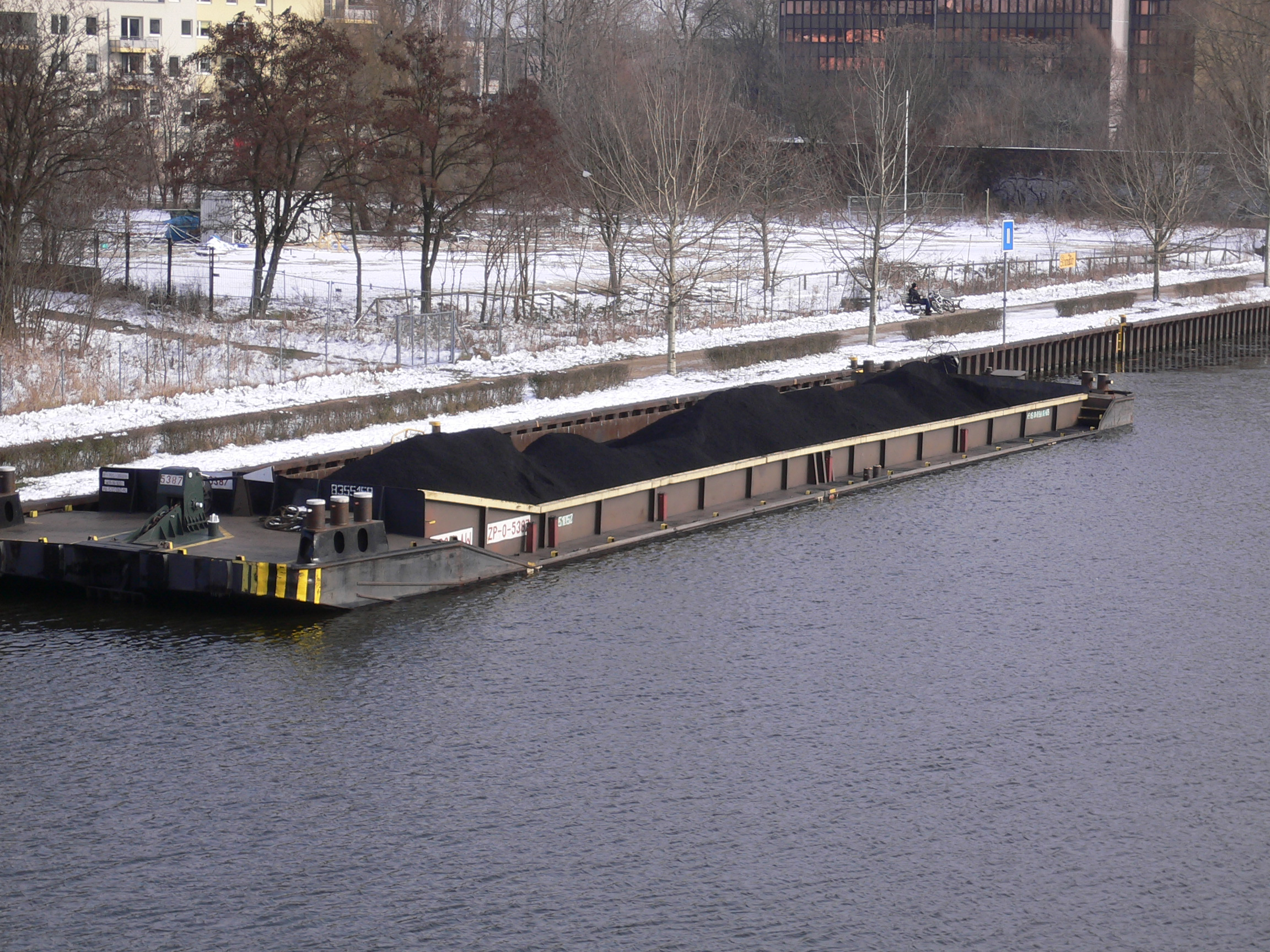
Leichter, beladen mit Kohle für ein Heizkraftwerk

In neuerer Zeit sind Leichter zumeist antriebslose, schwimmende Ladungsbehälter, die beispielsweise im Schubverband oder durch Treideln bewegt werden.

## Allgemeine Beschreibung

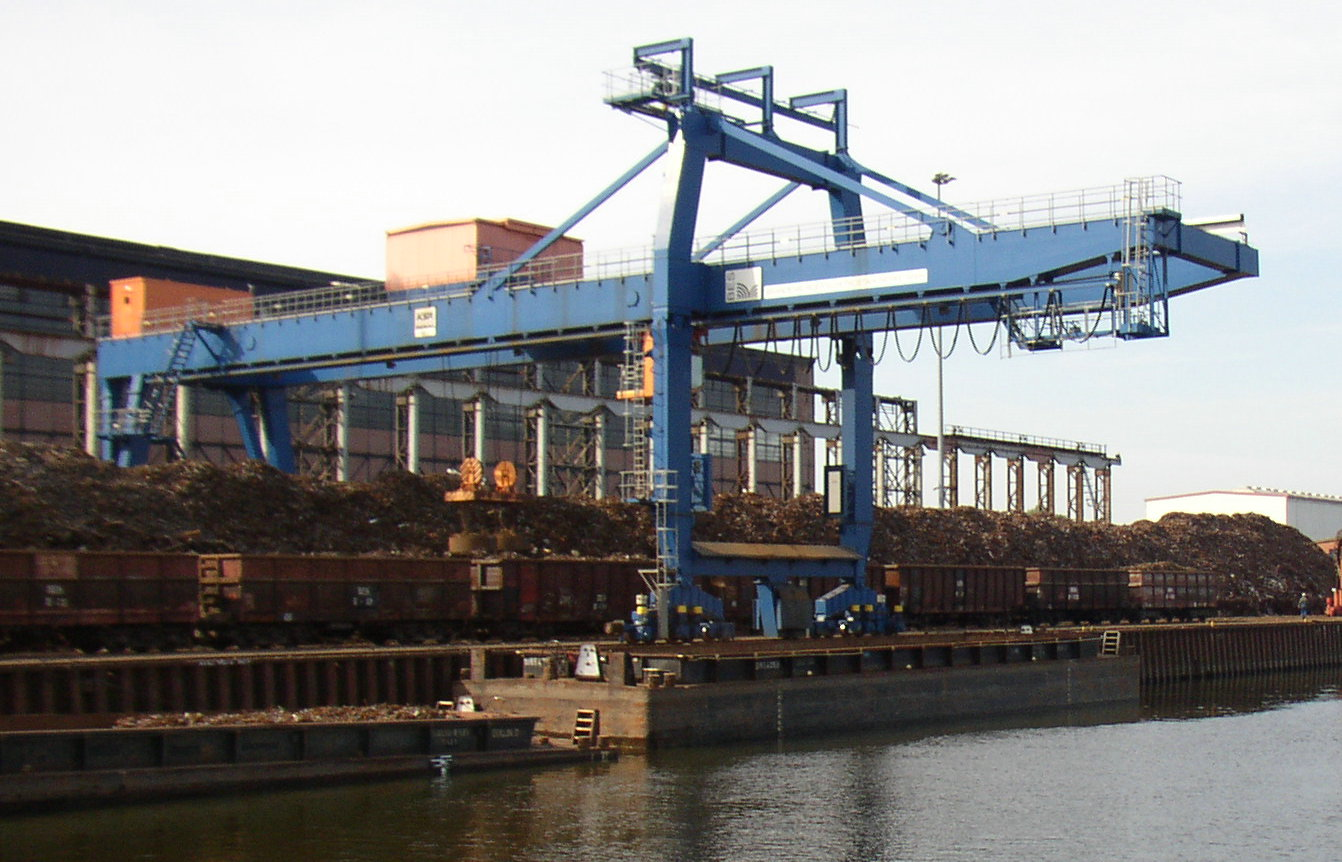
Schubleichter während des Löschens

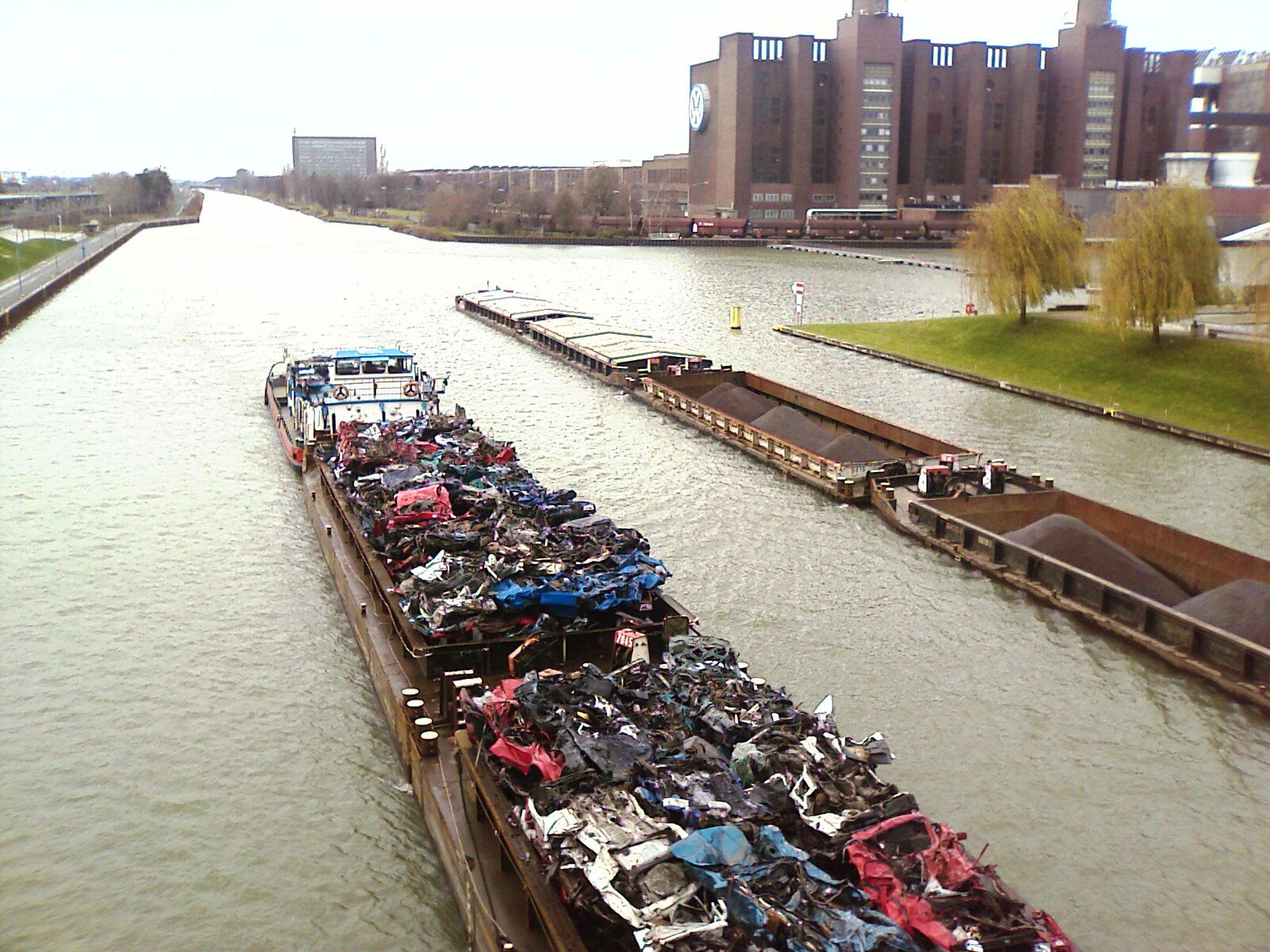
Zwei Schubverbände beladen mit Autowracks und Erz

Der Leichter ist ein besatzungsloses Fahrzeug und besitzt keinen echten eigenen Antrieb. Ein Teil der Schubleichter, die in Schubverbänden verwendet werden, haben heute Kopfruder. Diese dienen der besseren Manövrierfähigkeit der Schubverbände, zum Beispiel in der leeren Talfahrt bei heftigen Winden. Das Kopfruder wird vom Schubboot aus gesteuert. Die Leichter sind mit Ankerwinden und Koppelwinden ausgerüstet. Schubleichter, die in Koppelverbänden eingesetzt werden, haben fast immer eine Mehrkanal-Bugstrahlanlage. Mit deren Hilfe können sie aus eigener Kraft kleine Ortsveränderungen in Häfen und beim Verlassen von Schleusen durchführen. Leichter, die immer Teil eines Koppelverbandes sind, haben im Gegensatz zu Schubleichtern in Schubverbänden einen spitzen Bug und sehr oft auch eine Wohnung im Bugbereich. Vielfach verfügen diese Leichter neben den Anker- und Koppelwinden auch über ein Ballastsystem, mit dem der Tiefgang an den des schiebenden Schiffes angepasst werden kann.
Der am häufigsten verwendete Leichter ist der Europa-Leichter Typ IIa mit einer Länge von 76,50 m, einer Breite von 11,40 m und einem Ladevermögen von 2.850 Tonnen. Daneben gibt es noch größere und kleinere Leichter, die oft in ihren Abmessungen den besonderen Wasserstraßenbedingungen in einigen Fahrtgebieten angepasst wurden. Eine weitere Bauart der Leichter sind die LASH-Leichter, die mit Seeschiffen transportiert werden und auf Binnenwasserstraßen in Zusammenstellung mit Schubverbänden ihren Bestimmungsort erreichen.

### LASH-Leichter
LASH-Leichter sind schwimmfähige Transportbehälter, die von LASH-Carriern über See transportiert werden. Sie haben eine Größe von 18,75 × 9,50 m und eine Tragfähigkeit von 370 Tonnen. Diese Leichter werden im Seehafen entweder ausgeschwommen oder mit bordeigenen Krananlagen zu Wasser gelassen. Für den Weitertransport ins Binnenland werden die Leichter zu Schubverbänden zusammengestellt und von einem Schubboot geschoben. Da die Leichter ohne Ankergeschirr sind und auch keinen Bug haben, werden Kopfbargen an die Spitze des Verbandes gekoppelt.

### Seeleichter

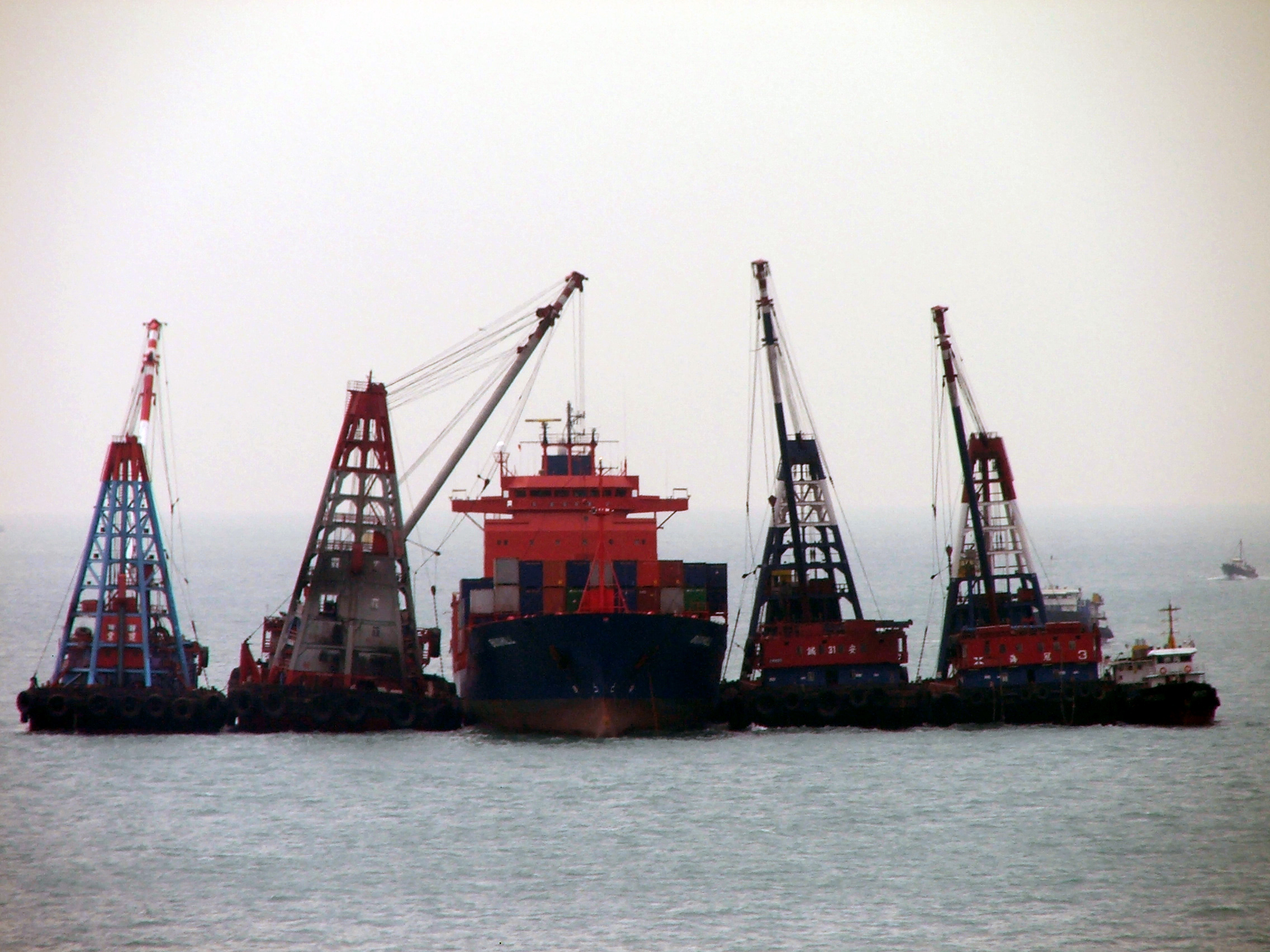
Derrickbargen in Hongkong beladen ein Containerschiff

Seeleichter, auch Ponton oder Barge genannt, werden ähnlich wie Leichter in der Binnenschifffahrt auch, je nach Bauart, für vielfältige Zwecke des Überseetransports eingesetzt. Im Gegensatz zur Binnenschifffahrt werden sie, außer in Ausnahmefällen, über See verschleppt. Sie sind in Größe und Bauart den härteren Belastungen ihres Einsatzgebietes angepasst und verfügen außer über Einrichtungen zum Festmachen meist auch über Notschleppeinrichtungen und Ankergeschirr. Spezielle Konstruktionen wie Schwergutleichter sind außerdem zum Teil mit Aufbauten für Unterkünfte, Hilfsmaschinen und Pumpenanlagen zum Tauchen der Barge ausgerüstet.
Eine Sonderform bildet die Hongkong Derrick Barge, die in dieser Form nur in Hongkong eingesetzt wird.
In der Raumfahrt werden Leichter als Unbemannte schwimmende Landeplattformen zur kontrollierten Landung wiederverwendbarer Raketenstufen und deren Rücktransport eingesetzt. Der erste erfolgreiche Einsatz war 2016.